# 姉崎郵便局
姉崎郵便局（あねさきゆうびんきょく）は千葉県市原市にある郵便局。民営化前の分類では集配普通郵便局であった。

## 概要
住所：〒299-0199 千葉県市原市姉崎721

## 沿革
- 1872年8月4日（明治5年7月1日） - 姉ヶ崎郵便取扱所として開設[1]。
- 1875年（明治8年）1月1日 - 姉ヶ崎郵便局（五等）となる。同年11月22日より為替取扱を開始。
- 1876年（明治9年）2月1日 - 貯金取扱を開始。
- 1888年（明治21年）12月12日 - 姉崎郵便局に改称。
- 1958年（昭和33年）10月1日 - 局名の読みを「あねざき」から「あねさき」に変更[2]。
- 1968年（昭和43年）4月9日 - 電話交換業務を市原電報電話局に移管。
- 1973年（昭和48年）5月1日 - 特定郵便局から普通郵便局に局種別改定。
- 1981年（昭和56年）3月23日 - 和文電報配達業務を市原電報電話局に移管。
- 1999年（平成11年） - 外国通貨の両替および旅行小切手の売買に関する業務取扱を開始。
- 2007年（平成19年）10月1日 - 民営化に伴い、併設された郵便事業姉崎支店に一部業務を移管。
- 2012年（平成24年）10月1日 - 日本郵便株式会社発足に伴い、郵便事業姉崎支店を姉崎郵便局に統合。

## 取扱内容
- 郵便、印紙、ゆうパック、内容証明
- 貯金、為替、振替、振込、国際送金、外貨両替・トラベラーズチェック、国債、投資信託
- 生命保険、バイク自賠責保険、自動車保険
- ゆうちょ銀行ATM
- 市原市内の一部地域（〒299-01xx）の集配業務
- ゆうゆう窓口

## 周辺
- 市原市消防局 姉崎消防署
- イトーヨーカドー姉崎店
- 出光興産千葉製油所

## アクセス
- JR内房線 姉ケ崎駅から徒歩約7分
- 小湊バス 姉崎ターミナルもしくは姉崎西停留所下車
- 館山自動車道 市原ICから南西へ約8km、姉崎袖ケ浦ICから北へ約6km
- 駐車場あり：17台